# Alsóregmec
Alsóregmec település Borsod-Abaúj-Zemplén vármegyében, a Sátoraljaújhelyi járásban.

## Fekvése
A szlovák határ mellett fekszik, Sátoraljaújhelytől 10 kilométerre észak-északnyugati irányban.
A közvetlen szomszédos települések: észak felől Felsőregmec (4 kilométerre), nyugat felől Mikóháza (2 kilométerre), dél felől pedig Széphalom (közigazgatásilag Sátoraljaújhely városrésze, 5 kilométerre). Külterületei délnyugat felé csaknem 10 kilométerre elnyúlnak a település lakott területétől, így abból az irányból még határos Sárospatakkal is. Az országhatár túloldalán a legközelebbi település Csörgő (Čerhov).

### Megközelítése
Sátoraljaújhely központja, illetve az ország távolabbi részei felől a legkézenfekvőbb közúti megközelítési útvonala a 37-es főút, amelyről a város északi szélén a 3719-es útra letérve, Széphalmon keresztül érhető el a település; ugyanez az út köti össze Pálházával is. A 3719-es út csak a belterület déli széle közelében halad el, a falu főutcája a 37 129-es számú mellékút, mely innen még továbbvezet Felsőregmec központjáig.
Korábban megközelíthető volt a Hegyközi Kisvasúton is, annak megszüntetéséig, ma már azonban nem érinti vasútvonal, a legközelebbi vasúti csatlakozási lehetőséget így a Budapest–Sátoraljaújhely-vasútvonal Sátoraljaújhely vasútállomása kínálja. [A hajdani kisvasúti nyomvonal helyén viszont kerékpárutat alakítottak ki, így a falu kényelmesen elérhető két keréken is.]

## Története
A település nevét (Redemec) említő legrégibb fennmaradt írás 1277-ből való. Redemec akkor még magában foglalta a mai Alsóregmec, Felsőregmec és Vily falvakat. Alsóregmecet csak 1386-tól hívják Alsóregmecnek.
A Rákóczi-szabadságharc idején elnéptelenedett, s később szlovák és ruszin nemzetiségű lakók telepedtek le a kihalt faluban. 
1883-ban Abaúj vármegyétől átkerült Zemplénhez.
Kazinczy Ferenc a községben töltötte gyermekkorát, itt volt szüleinek háza és birtoka. 1767-ben és 1768-ban itt tanulta a latin és a német nyelvet. 1784-ben pesti törvénygyakorlatát befejezve ide költözött vissza anyjához, itt tartóztatták le 1794. december 14-én a Martinovics-féle mozgalomban való részvétel vádjával. A községről „Pályám emlékezete” és „Fogságom naplója” című munkáiban ír. 1801-ben, szabadulása után 2 héttel itt találkozott Csokonai Vitéz Mihállyal.

## Közélete

### Polgármesterei
- 1990–1994: Szabó József (független)[4]
- 1994–1998: Szabó József (független)[5]
- 1998–2002: Szabó József (független szlovák kisebbségi)[6]
- 2002–2006: Szabó József (független szlovák kisebbségi)[7]
- 2006–2010: Laczkó Pál (független)[8]
- 2010–2014: Laczkó Pál (független)[9]
- 2014–2019: Laczkó Pál (független)[10]
- 2019–2024: Leskó Miklós (független)[11]
- 2024– : Leskó Miklós (független)[1]

## Népesség
A település népességének alakulása:
| Lakosok száma | 199  | 188  | 178  | 196  | 190  | 188  | 194  |
|               | 2013 | 2014 | 2015 | 2021 | 2022 | 2023 | 2024 |

2001-ben a lakosság 99%-a magyar volt, de 9 szlovák és 1 cigány is élt a faluban.
A 2011-es népszámlálás során a lakosok 96,2%-a magyarnak, 0,5% románnak, 35,5% szlováknak mondta magát (3,8% nem válaszolt; a kettős identitások miatt a végösszeg nagyobb lehet 100%-nál). A vallási megoszlás a következő volt: római katolikus 36,6%, református 3,8%, görögkatolikus 46,4%, felekezet nélküli 1,1% (11,5% nem válaszolt).
2022-ben a lakosság 92,1%-a vallotta magát magyarnak, 38,4% szlováknak, 0,5% cigánynak (7,9% nem nyilatkozott; a kettős identitások miatt a végösszeg nagyobb lehet 100%-nál). Vallásuk szerint 28,9% volt római katolikus, 9,5% református, 38,4% görög katolikus, 2,1% egyéb keresztény, 2,1% felekezeten kívüli (18,9% nem válaszolt).